# Блатен дремник
Блатен дремник (Epipactis palustris) е вид орхидея.

## Описание
Тревиста орхидея с дълго хоризонтално коренище. Стъблата са с височина 15 – 60 см. Размножава се семенно или вегетативно.

## Разпространение
В България, блатният дремник се среща в Странджа. Застрашен вид, включен в Червен списък на България и Червена книга на България.
- Разновидности в цвета на орхидеята